# Мур Стејшон (Тексас)
Мур Стејшон (енгл. Moore Station) град је у америчкој савезној држави Тексас. По попису становништва из 2010. у њему је живело 201 становника.

## Демографија
Према попису становништва из 2010. у граду је живело 201 становника, што је 17 (9,2%) становника више него 2000. године.
| Група             | 2000.       | 2010.       |
| Белци             | 2 (1,1%)    | 24 (11,9%)  |
| Афроамериканци    | 182 (98,9%) | 164 (81,6%) |
| Азијати           | 0 (0,0%)    | 2 (1,0%)    |
| Хиспаноамериканци | 0 (0,0%)    | 9 (4,5%)    |
| Укупно            | 184         | 201         |